# Spicebush Nature Trail
 (août 2019).
Le Spicebush Nature Trail est un sentier d'interprétation américain dans le comté de Frederick, au Maryland. Il est situé dans le Catoctin Mountain Park immédiatement à l'ouest de Camp David.